# Wilhelm Lanzky-Otto
Wilhelm Lanzky-Otto (* 30. Januar 1909 in Kopenhagen; † 13. April 1991) war ein dänischer Hornist und Professor an der Königlich Schwedischen Musikakademie.

## Leben
Lanzky-Otto begann im Alter von fünf Jahren Klavier zu spielen, später bekam er Unterricht an der Geige und der Orgel. Zudem erhielt er eine intensive Ausbildung in Musiktheorie. Er war von 1936 bis 1945 Solohornist im Dänischen Radioorchester. Danach wirkte er in der gleichen Position in der Stockholmer Philharmonie. Neben seiner Orchestertätigkeit war er Professor an der Staatsmusikakademie Stockholm, wo er die später so genannte „Lanzky-Schule“ begründete, die viele Hornisten in Skandinavien beeinflusste. Schüler von Lanzky-Otto wurden später selbst berühmte Hornisten, so Frøydis Ree Wekre, Sören Hermansson, James McDonald sowie sein Sohn Ib Lanzky-Otto.